# Kabinett Zapatero II
Das Kabinett Zapatero II war die spanische Regierung von April 2008 bis Dezember 2011. Es wurde von Ministerpräsident José Luis Rodríguez Zapatero nach dem Wahlsieg der regierenden Sozialisten bei den Parlamentswahlen am 9. März 2008 gebildet. 
Zu Beginn der Legislaturperiode gehörten fast alle Mitglieder des Kabinetts der PSOE (Spanische Sozialistische Arbeiterpartei) beziehungsweise im Fall von Carme Chacón und Celestino Corbacho ihrer katalanischen Schwesterpartei PSC (Partei der Sozialisten Kataloniens) an. Auch die beiden parteilosen Regierungsmitglieder María Teresa Fernández de la Vega und Pedro Solbes gelten seit den 1980er Jahren als den Sozialisten nahestehend. Mit der Regierungsumbildung 2010 wurde außerdem die Parteilose Rosa Aguilar zur Ministerin ernannt, die bis 2008 Mitglied der Izquierda Unida (IU; Vereinigte Linke) gewesen war. 
Das Kabinett Zapatero II stand großteils in Kontinuität zum vorherigen Kabinett Zapatero I. Der Zuschnitt einiger Ressorts wurde verändert: Unter anderem wurde das Umweltministerium aufgelöst und in das Landwirtschaftsministerium eingefügt, während die zuvor im Arbeitsministerium angesiedelte Sozialpolitik nun dem Bildungs-, ab 2009 dem Gesundheitsministerium zugeordnet wurde. Außerdem wurden neu die Ministerien für Wissenschaft und Innovation (einschließlich Hochschulpolitik) sowie für Gleichstellung geschaffen. Letzteres koordinierte die Nicht-Diskriminierungspolitik der Regierung und besaß in etwa vergleichbare Zuständigkeiten wie das deutsche Familienministerium; die Familienpolitik selbst ist allerdings im Bildungsministerium angesiedelt. Im Oktober 2010 kam es zu einer Kabinettsumbildung, bei der das Ministerium für Gleichstellung und das Ministerium für Wohnungsbau aufgelöst und die betreffenden Ressorts in die Ministerien für Soziales bzw. für Verkehr integriert wurden. Damit kam die Regierung einer Forderung des Parlaments nach, das bereits mehrere Monate zuvor die Auflösung mindestens eines Ministeriums gefordert hatte, um Verwaltungskosten zu sparen.
Im Kabinett Zapatero II waren bis zur Kabinettsumbildung Ende 2010 zum ersten Mal in der Geschichte Spaniens mehr weibliche als männliche Minister vertreten. Mit Carme Chacón wurde außerdem erstmals eine Frau zur Verteidigungsministerin ernannt. Die Ministerin für Gleichstellung, Bibiana Aído, war bei ihrer Ernennung mit 31 Jahren die jüngste Ministerin der spanischen Geschichte.
Während der spanischen EU-Ratspräsidentschaft im ersten Halbjahr 2010 hatten die Mitglieder des Kabinetts Zapatero II den Vorsitz in den verschiedenen Formationen des Rats der Europäischen Union inne.  
Im April 2011 kündigte Zapatero an, nach der nächsten Wahl nicht mehr als Ministerpräsident zur Verfügung zu stehen. Bis zum 29. Juli 2011 betonte er öffentlich stets, die laufende Legislaturperiode noch voll ausschöpfen zu wollen, was Wahlen erst im März 2012 bedeutet hätte. Am 29. Juli 2011 kündigte Ministerpräsident Zapatero dann aber vorgezogene Neuwahlen für den 20. November 2011 an.
Die spanischen Parlamentswahlen am 20. November 2011 wurden von der konservativen Volkspartei (PP) gewonnen. Deren Vorsitzender Mariano Rajoy wurde zum neuen spanischen Ministerpräsident gewählt und bildete das Kabinett Rajoy I.

## Minister
| Amt                                                                          | Name |
| ---------------------------------------------------------------------------- | --- |
| Ministerpräsident                                                            | - José Luis Rodríguez Zapatero (seit 2004)                                                                                 |
| Erster Vizepräsident der Regierung                                           | - María Teresa Fernández de la Vega Sanz (2004–2010) - Alfredo Pérez Rubalcaba (2010–2011) - Elena Salgado (seit 2011)     |
| Zweiter Vizepräsident der Regierung                                          | - Pedro Solbes Mira (2004–2009) - Elena Salgado (2009–2011) - Manuel Chaves González (seit 2011)                           |
| Dritter Vizepräsident der Regierung (2009–2011)                              | - Manuel Chaves González (2009–2011)                                                                                       |
| Regierungssprecher                                                           | - María Teresa Fernández de la Vega Sanz (2004–2010) - Alfredo Pérez Rubalcaba (2010–2011) - José Blanco López (seit 2011) |
| Äußeres und Entwicklungszusammenarbeit                                       | - Miguel Ángel Moratinos Cuyaubé (2004–2010) - Trinidad Jiménez (seit 2010)                                                |
| Justiz                                                                       | - Mariano Fernández Bermejo (2007 bis 2009) - Francisco Caamaño (seit 2009)                                                |
| Verteidigung                                                                 | - Carme Chacón (seit 2008)                                                                                                 |
| Wirtschaft und Finanzen                                                      | - Pedro Solbes Mira (2004–2009) - Elena Salgado (seit 2009)                                                                |
| Inneres                                                                      | - Alfredo Pérez Rubalcaba (2006–2011) - Antonio Camacho Vizcaíno (seit 2011)                                               |
| Industrie, Tourismus und Handel                                              | - Miguel Sebastián (seit 2008)                                                                                             |
| Bau und Verkehr (seit 2010 auch Wohnungsbau)                                 | - Magdalena Álvarez Arza (2004–2009) - José Blanco López (seit 2009)                                                       |
| Bildung, Soziales und Sport (ab 2009: Bildung und Hochschulen)               | - Mercedes Cabrera Calvo-Sotelo (2006–2009) - Ángel Gabilondo (seit 2009)                                                  |
| Arbeit und Immigration                                                       | - Celestino Corbacho (2008–2010) - Valeriano Gómez (seit 2010)                                                             |
| Landwirtschaft und Umwelt                                                    | - María Elena Espinosa Mangana (2004–2010) - Rosa Aguilar (seit 2010)                                                      |
| Minister des Präsidiums (Kabinettsminister)                                  | - María Teresa Fernández de la Vega Sanz (2004–2010) - Ramón Jáuregui (seit 2010)                                          |
| Öffentliche Verwaltung (ab 2009: Territoriale Politik [= Landesentwicklung]) | - Elena Salgado (2007–2009) - Manuel Chaves González (seit 2009)                                                           |
| Kultur                                                                       | - César Antonio Molina (2007–2009) - Ángeles González Sinde (seit 2009)                                                    |
| Gesundheit (ab 2009 Gesundheit und Soziales, ab 2010 auch Gleichstellung)    | - Bernat Soria (2007–2009) - Trinidad Jiménez (2009–2010) - Leire Pajín (seit 2010)                                        |
| Wissenschaft und Innovation                                                  | - Cristina Garmendia (seit 2008)                                                                                           |
| Wohnungsbau (2010 aufgelöst)                                                 | - Beatriz Corredor (2008–2010)                                                                                             |
| Gleichstellung (2010 aufgelöst)                                              | - Bibiana Aído (2008–2010)                                                                                                 |

## Veränderungen
Am 23. Februar 2009 trat Justizminister Mariano Fernández Bermejo zurück, nachdem es kurz zuvor einen Streik der spanischen Richter aus Protest gegen die mangelhafte finanzielle Ausstattung der Gerichte gegeben hatte. Gleichzeitig war es zu einem Skandal wegen eines gemeinsamen Jagdausflugs Fernández Bermejos und des Untersuchungsrichters Baltasar Garzón gekommen, unmittelbar bevor Garzón Ermittlungen wegen Korruption gegen hochrangige Mitglieder der Oppositionspartei Partido Popular aufgenommen hatte. Nachfolger Fernández Bermejos wurde Francisco Caamaño, bis dahin Staatssekretär für die Beziehungen der Regierung zum Parlament.
Am 7. April 2009 kam es zu einer weiteren, umfassenden Kabinettsumbildung, die in der spanischen Presse insbesondere als Reaktion auf die Vorwürfe unzureichender Reaktionen auf die internationale Wirtschaftskrise verstanden wurde. Dabei wurde Wirtschafts- und Finanzminister sowie Zweiter Vizeregierungschef Pedro Solbes von Elena Salgado abgelöst, die zuvor für Öffentliche Verwaltung zuständig gewesen war. Ihr Nachfolger in diesem Ressort, das nun in Territoriale Zusammenarbeit umbenannt wurde, um die wichtige Rolle der Autonomieregionen zu unterstreichen, wurde Manuel Chaves, bis dahin Präsident der Region Andalusien, der außerdem das neu geschaffene Amt des Dritten Vizeregierungschefs übernahm. Im Verkehrsministerium wurde Magdalena Álvarez durch José Blanco abgelöst. Mit Chaves und Blanco traten dabei auch zwei wichtige PSOE-Parteifunktionäre in das Kabinett ein: Während Chaves das repräsentative Amt des Parteipräsidenten innehat, ist Blanco Vizegeneralsekretär (und damit nach Zapatero die „Nummer 2“ der PSOE). Des Weiteren wurde Trinidad Jiménez, bis dahin Staatssekretärin für Iberoamerika im Außenministerium, zur Ministerin für Gesundheit und Soziales ernannt; Ángel Gabilondo, zuvor Rektor der Autonomen Universität Madrid wurde Bildungsminister; Ángeles González Sinde, zuvor Präsidentin der spanischen Filmkunst-Akademie, übernahm das Kulturministerium. Damit verbunden war auch ein Neuzuschnitt der Ressorts: Der Bereich Soziales wurde vom Bildungs- ins Gesundheitsministerium verlegt, die Zuständigkeit für die Universitäten kehrte vom Wissenschafts- ins Bildungsministerium zurück. Das Sportressort, zuvor im Bildungsministerium, wurde nun direkt im Amt des Regierungschefs angesiedelt.
Am 20. Oktober 2010 kündigte Zapatero eine neue große Kabinettsumbildung an: 
- Die bisherige Vizepräsidentin María Teresa Fernández de la Vega schied aus der Regierung aus.
- Neuer Stellvertreter Zapateros wurde Innenminister Alfredo Pérez Rubalcaba;
- der frühere Europaabgeordnete Ramón Jáuregui wurde De la Vegas Nachfolger als Präsidentschaftsminister.
- Miguel Ángel Moratinos wurde als Außenminister von der bisherigen Sozialministerin Trinidad Jiménez abgelöst, der wiederum
- Leire Pajín nachfolgte, die bis dahin PSOE-Parteikoordinatorin (entspricht etwa dem deutschen Generalsekretär einer Partei) gewesen war.
- Celestino Corbacho, der bisherige Arbeitsminister, schied aus der Regierung aus, um bei den katalanischen Regionalwahlen im November 2010 anzutreten; sein Nachfolger wurde Valeriano Gómez, ein prominentes Mitglied der Gewerkschaft UGT.
- Im Umweltministerium wurde Elena Espinosa von Rosa Aguilar abgelöst, die bis 2008 als Mitglied der postkommunistischen Partei IU Bürgermeisterin von Córdoba gewesen war und dann als Unabhängige der PSOE-Regierung von Andalusien eingetreten war.
- Die Ministerien für Wohnungsbau und Gleichstellung, die bis dahin von Beatriz Corredor und Bibiana Aído geleitet worden waren, wurden aufgelöst.

Im Juli 2011 trat Alfredo Pérez Rubalcaba (Innenminister, Erster Vizepräsident und Regierungssprecher) von allen Regierungsämtern zurück, nachdem er zum Spitzenkandidat der PSOE für die Parlamentswahlen im November 2011 gekürt worden war. Das Amt des Innenministers übernahm der bisherige Staatssekretär Antonio Camacho Vizcaíno, das des Regierungssprechers der Bauminister José Blanco. Zur ersten Vizepräsidentin rückte die bisherige zweite Vizepräsidentin Elena Salgado auf. Neuer zweiter Vizepräsident wurde der bisherige dritte Vizepräsident Manuel Chaves. Das Amt des dritten Vizepräsidenten wurde aufgelöst.